# LaMonte Ulmer
LaMonte Ulmer (* 17. September 1986 in New Haven, Connecticut) ist ein US-amerikanischer Basketballspieler, der nach dem Studium in seiner Heimatland und einer kurzen Karriere in der NBA Development League professionell in Europa spielt. Nachdem Ulmer zunächst in Luxemburg, Finnland und Rumänien aktiv war, spielte er ab der Basketball-Bundesliga 2015/16 zwei Spielzeiten bis 2017 für den deutschen Erstligisten s.Oliver Würzburg.

## Karriere
Ulmer ging nach der High School in Hamden, einem Vorort seiner Geburtsstadt New Haven, für ein weiteres Ausbildungsjahr an die Notre Dame Preparatory School in Fitchburg (Massachusetts), die wegen ihrer Basketballmannschaft bei ambitionierten Nachwuchsspielern einen ausgezeichneten Ruf für die Vorbereitung auf ein Studium an einer Hochschule in der NCAA Division I genießt. Anschließend bekam Ulmer 2006 ein Stipendium an der University of Rhode Island, deren Basketballmannschaft Rams jedoch nicht zu den führenden Mannschaften der NCAA Division I zählt. In der Atlantic 10 Conference (A-10) reichte es in Ulmers erster Saison 2007 zusammen mit unter anderem Will Daniels zum Einzug in das Finale des A-10-Meisterschaftsturniers, das jedoch George Washington Colonials 69:78 verloren ging. Nach einer eher mäßigen Hauptrunde reichte es jedoch zu keiner weiteren Postseason-Teilnahme in jener Saison, die erst in folgenden drei Jahren erreicht wurde. Da qualifizierten sich die Rams jeweils für das National Invitation Tournament (NIT), in dem man 2008 gleich zum Auftakt und 2009 nach der zweiten Runde ausschied. In Ulmers Abschlussjahr als Senior erreichten die Rams jedoch 2010 das Final Four dieses Wettbewerbs, in dem sie im Halbfinale den renommierten North Carolina Tar Heels erst knapp in der Verlängerung 67:68 verloren. Ulmer, der in seinem letzten NCAA-Spiel mit 18 Punkten und zehn Rebounds wie in der gegnerischen Mannschaft der spätere Bundesligaprofi Deon Thompson ein Double-double erzielte, verpasste in den Schlusssekunden des Spiels die Chance auf den Sieg, als er auf umstrittene Weise ins Stolpern kam. In der Historie der Rams hat Ulmer mit 136 Spielen die meisten Einsätze verzeichnet und erreichte dabei mit 1.082 Punkten auch knapp eine vierstellige Punktausbeute; bei den Shotblocks erzielte er mit 107 Blocks eine dreistellige Ausbeute und ist in der All-Zeit-Historie der Rams als Achter unter den Top Ten vertreten.
Im NBA-Draft 2010 blieb Ulmer unberücksichtigt und bekam schließlich Ende Oktober 2010 ein Engagement bei den Maine Red Claws in Portland (Maine). Nach zwei Einsätzen und 22 Einsatzminuten in der NBA Development League (D-League) beendeten die Red Claws den Vertrag nach nicht ganz vier Wochen wieder. Zur Saison 2011/12 versuchte sich Ulmer schließlich jenseits des Atlantiks in Europa als professioneller Spieler und benutzte dazu die international wenig renommierte Diekirch-Liga in Luxemburg für seinen professionellen Karrierestart. Beim AS Soleuvre aus Zolwer war Ulmer mit gut 26 Punkten pro Spiel Topscorer sowie mit 12,5 Rebounds pro Spiel auch Top-Rebounder der Liga, doch die Mannschaft verpasste die Play-offs um die Meisterschaft und konnte sich auf dem achten Platz in der Relegationsrunde nur den Klassenerhalt sichern. Mit seinen individuellen Leistungen empfahl sich Ulmer für die finnische Korisliiga, wo er für Pyrintö aus Tampere in der höchsten Spielklasse spielte. Ulmer gehörte mit gut 19 Punkten und 1,8 Ballgewinnen zu den zehn besten Spielern der Liga in jener Saison; nach dem vierten Hauptrundenplatz schied seine Mannschaft jedoch bereits im Play-off-Viertelfinale aus dem Rennen um die Meisterschaft aus. Beim rumänischen Klub BCM CSU aus Pitești erreichte Ulmer in der Saison 2013/14 das Halbfinale im nationalen Pokalwettbewerb. In der Meisterschaft der Divizia A verbesserte sich die Mannschaft gegenüber der Vorsaison auf den sechsten Platz, für Ulmer endeten die Play-offs mit Pitești jedoch erneut in der ersten Runde. Ulmer kehrte nach Finnland zurück, wo er in der Saison 2014/15 für TP-Basket aus Kotka spielte. Im internationalen Vereinswettbewerb EuroChallenge 2014/15 erreichte die Mannschaft in der Vorrunde nur einen Heimsieg gegen den italienischen Zweitligisten Angelico Biella und schied nach sechs Spielen aus dem Wettbewerb aus. In der Korisliiga verlor die Mannschaft als Hauptrundenerster die Play-Halbfinalserie knapp in fünf Spielen gegen die Nilan Bisons.
Zur Basketball-Bundesliga 2015/16 wechselte Ulmer nach Deutschland und unterschrieb einen Vertrag beim Erstliga-Rückkehrer s.Oliver Baskets aus Würzburg. Auch hier machte Ulmer mit seiner athletischen Spielweise und spektakulären Dunkings auf sich aufmerksam und holte mit zwölf Punkten pro Spiel eine zweistellige Punktausbeute. Nach Saisonende wurde einer seiner Korberfolge per „Slam Dunk“ zum „Dunk of the Year“ der BBL gewählt. Nach gutem Saisonstart erreichte der Aufsteiger auf dem achten Platz die Play-offs um die Meisterschaft, in denen man in der ersten Runde gegen Titelverteidiger Brose Baskets chancenlos war.